# مايكل كوو بلاند
مايكل كووبلاند (بالإنجليزية: Michael Cowpland)‏، هو رجل أعمال كنديّ من مواليد 23 أبريل 1943 في بكسهيل أون سي في بريطانيا. مستثمر كبير ومؤسس ورئيس وثم المدير التنفيذي لشركة كوريل؛ شركة برمجيات كندية.